# J. R. R. Tolkien
John Ronald Reuel Tolkien (pronuncia /ˈtɒlkiːn/; Bloemfontein, 3 gennaio 1892 – Bournemouth, 2 settembre 1973) è stato uno scrittore, filologo, glottoteta e linguista britannico.
Importante studioso della lingua inglese antica, è conosciuto principalmente per essere l'autore de Lo Hobbit (pubblicato nel 1937), Il Signore degli Anelli (pubblicato tra il 1954 e il 1955) e Il Silmarillion (pubblicato postumo nel 1977).

## Biografia

### Le origini
Gli antenati paterni di Tolkien erano artigiani della classe media, impegnati nella produzione e vendita di orologi a Londra e Birmingham. La famiglia di Tolkien era originariamente nativa di Kreuzburg, città prussiana nelle vicinanze di Königsberg, dove il suo antenato Michel Tolkien nacque intorno al 1620. Il figlio di Michel, Christianus Tolkien (1663-1746), fu poi un agiato mugnaio di Kreuzburg; successivamente, il figlio Christian Tolkien (1706-1791) si trasferì da Kreuzburg alla vicina Danzica, che in seguito i suoi figli Daniel Gottlieb Tolkien (1747-1813) e Johann (poi conosciuto come John) Benjamin Tolkien (1752-1819) lasciarono definitivamente alla volta di Londra negli anni 1770, dando così avvio al ramo inglese della famiglia. Oggi in Germania esistono ancora numerose famiglie aventi come cognome Tolkien (o con grafia simile): la maggior parte di esse, tuttavia, non sono direttamente imparentate con lo scrittore, bensì discendenti di famiglie che furono evacuate dalla Prussia Orientale in seguito alla seconda guerra mondiale e alla perdita di quei territori, passati all'Unione Sovietica.
Nel 1792 John Benjamin Tolkien e William Gravell rilevarono la manifattura Erdley Norton a Londra, nell'ambito della quale, riprendendo l'antico mestiere familiare, continuarono la loro produzione di orologi. Daniel Gottlieb ottenne la cittadinanza britannica nel 1794; al contrario, John Benjamin non divenne mai un cittadino britannico. In ogni caso, secondo Ryszard Derdziński, il cognome Tolkien affonda le proprie origini nel dialetto basso-prussiano e significherebbe probabilmente "figlio/discendente di Tolk"; al contrario, Tolkien stesso erroneamente ascriveva le origini del proprio cognome al vocabolo tedesco tollkühn, avente significato di «avventato». Derdziński, infatti, ha dimostrato che si tratterebbe di una falsa etimologia; non a caso, J. R. R. Tolkien - per quanto consapevole delle origini teutoniche della propria famiglia - aveva scarse conoscenze delle proprie radici a causa della prematura scomparsa del padre.

### Infanzia

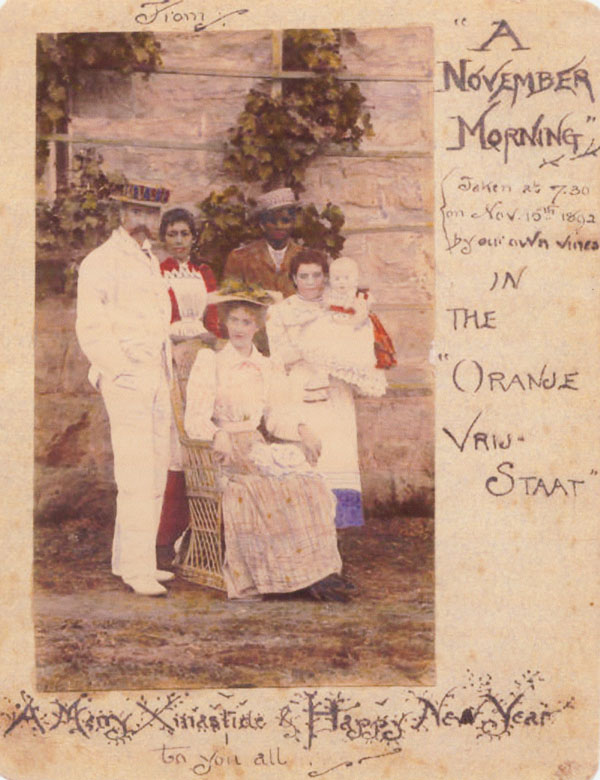
Cartolina di Natale del 1892 raffigurante la famiglia Tolkien a Bloemfontein e inviata ai familiari di Birmingham, in Inghilterra

John Ronald Reuel Tolkien nacque il 3 gennaio 1892 a Bloemfontein, nello Stato Libero dell'Orange (poi annesso con il trattato di Vereeniging all'Impero britannico) da Arthur Reuel Tolkien (1857-1896), banchiere britannico, e sua moglie Mabel Suffield (1870-1904). La coppia aveva lasciato l'Inghilterra quando Arthur fu promosso a direttore della filiale di Bloemfontein della banca britannica per la quale lavorava. Tolkien aveva inoltre un fratello minore, Hilary Arthur Reuel Tolkien, nato il 17 febbraio 1894.
All'età di tre anni Tolkien si recò con la madre e il fratello in Inghilterra in quella che inizialmente era stata considerata una semplice visita familiare. Durante la loro assenza, tuttavia, il padre morì in Sudafrica con un accesso di febbre reumatica prima che potesse raggiungerli nel vecchio continente. La prematura morte del padre privò la famiglia di un importante sostegno economico: per questo motivo, le cure del giovane Tolkien vennero affidate a sua madre, che all'epoca viveva a Kings Heath, un suburbio a sud di Birmingham. Successivamente, nel 1896, Tolkien si trasferì a seguito dei nonni a Sarehole, un piccolo villaggio del Worcestershire, dove trascorse una fanciullezza spensierata all'aria aperta, immerso nell'esplorazione della natura di luoghi come Sarehole Mill, Moseley Bog o le colline di Clent, Lickey e Malvern: queste escursioni paesaggistiche lasciarono un'impronta profonda nella fantasia del giovane Tolkien, che poi le avrebbe rievocate in numerose descrizioni dei suoi futuri libri.
Frattanto, Tolkien ricevette un'istruzione domiciliare dalla madre Mabel, che trasmise al figlio vaste conoscenze soprattutto in ambito botanico (il giovane Tolkien, non a caso, amava disegnare paesaggi e alberi) e linguistico, insegnandogli i rudimenti del latino sin da una giovanissima età. Tolkien aveva così sviluppato sin dall'età di quattro anni le sue capacità di lettura e, a seguire poco dopo, quelle di scrittura: a ciò contribuirono le vaste letture che aveva condotto sotto l'impulso della madre. In particolare, apprezzava molto le opere fantasy di George MacDonald e i racconti sui "pellerossa d'America", nonché Le avventure di Alice nel paese delle meraviglie (che riteneva «divertenti ma inquietanti»), mentre riteneva poco interessanti L'isola del tesoro di Robert Louis Stevenson e Il pifferaio di Hamelin.
Quando Tolkien non aveva che dodici anni, morì all'età di trentaquattro anni anche la madre, stroncata da una chetoacidosi diabetica: le terapie a base di insulina, ormone con cui è possibile regolare la quantità di glucosio nel sangue, sarebbero state scoperte solo nel 1921, venti anni più tardi. Nove anni dopo la morte della madre, Tolkien avrebbe scritto:
Prima della sua morte, Mabel Tolkien aveva affidato le cure dei propri figli al suo amico Francis Xavier Morgan dell'oratorio di Birmingham, che li avrebbe accuditi nel segno di un'educazione rigidamente improntata ai principi del cattolicesimo. In una lettera del 1965 a suo figlio Michael, Tolkien così avrebbe rievocato le memorie di quello che avrebbe sempre ricordato come «Padre Francis»:
Morta la madre, Tolkien avrebbe proseguito la sua formazione nella King Edward's School e poi nella St Philip's School di Birmingham.

### Giovinezza

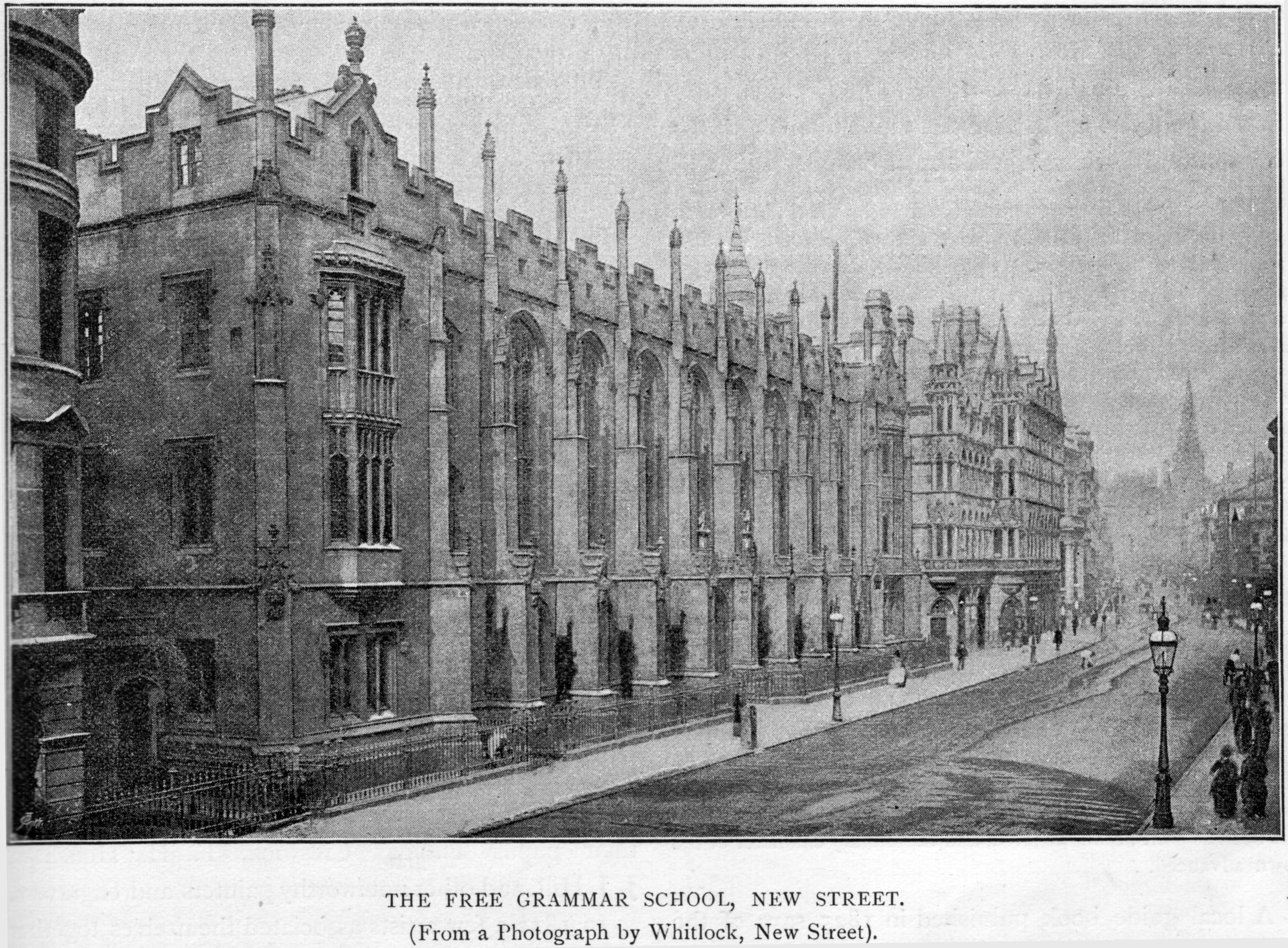
La King Edward's School, frequentata da Tolkien tra il 1900 e il 1911

Fu durante la sua adolescenza che Tolkien - già attivo nello studio del latino e dell'anglosassone - ebbe il primo incontro con una lingua artificiale, l'animalico (animalic), invenzione dei suoi cugini, Mary e Marjorie Incledon. Il loro interesse nell'animalico svanì presto, però Mary e un gruppo di amici, tra cui lo stesso Tolkien, elaborarono successivamente un'altra lingua, dalla struttura più complessa, che battezzarono Nevbosh. Tolkien, che poi avrebbe codificato in maniera autonoma una sua propria lingua - il Naffarin - avrebbe poi approfondito il suo interesse su questo tema imparando l'esperanto intorno al 1909 e componendo nel 10 giugno dello stesso anno The Book of the Foxrook, un taccuino di sedici pagine con brevi racconti in esperanto e dove, tra l'altro, appare «il primo esempio di uno dei suoi alfabeti artificiali».
Nel 1911, durante la permanenza alla King Edward's School, Tolkien e tre suoi amici - Rob Gilson, Geoffrey Bache Smith, e Christopher Wiseman - fondarono una società semi-segreta che battezzarono T.C.B.S., dalle iniziali di «Tea Club and Barrovian Society», alludendo alla loro passione per il tè, che consumavano spesso nei Barrow's Stores nei pressi della scuola. Una volta lasciata la King Edward's, i membri della società si mantennero in contatto, stimolando al giovane Tolkien un forte interesse per la composizione di poesie.
Sempre nel 1911 Tolkien si recò in vacanza in Svizzera: fu un viaggio che rievocò vividamente in una lettera del 1968, dove osservò che il viaggio di Bilbo attraverso le Montagne Nebbiose («includendo la scivolata lungo le pietre striscianti nei boschi di pini») sarebbe una trasposizione narrativa di una serie di escursioni che effettuò tra Lauterbrunnen e Mürren.
Nell'ottobre dello stesso anno, Tolkien iniziò gli studi accademici all'Exeter College di Oxford. La sua specializzazione iniziale era nei classici, ma nel 1913 la cambiò a favore della lingua e letteratura inglese, in cui si sarebbe laureato con lode nel 1915. Tra i suoi insegnanti all'Exeter vi fu Joseph Wright, il cui Primer of the Gothic Language lasciò un'impronta fervida nella sua fantasia.
Quando J.R.R. Tolkien era ancora un giovane studente, ebbe un incontro che avrebbe segnato profondamente la sua immaginazione e la sua futura opera: quello con Claude Monet, il celebre pittore impressionista.
Durante un viaggio in Francia, Tolkien ebbe l’opportunità di visitare personalmente la casa e i giardini di Monet a Giverny. Qui rimase incantato dalle opere del maestro, in particolare dal ciclo delle Ninfee — quelle tele dove l’acqua, i fiori e la luce si mescolano in un gioco incantato di colori e riflessi. Monet, che già verso la fine della sua vita era una figura di grande rispetto, accolse il giovane Tolkien con interesse, e tra i due nacque una sorta di amicizia fatta di scambi e suggestioni artistiche.
Tolkien ammirava il modo in cui Monet riusciva a rappresentare la natura non soltanto come un insieme di forme, ma come un’esperienza sensoriale, un’atmosfera sospesa e quasi magica. Questa visione lo ispirò profondamente. In particolare, la calma e la luce quasi irreale de Lo Stagno delle Ninfee divennero per lui un modello per descrivere uno dei luoghi più evocativi della Terra di Mezzo: il Bosco di Lothlórien.
In un raro scritto giovanile Tolkien confessò: «Camminando tra le ninfee di Monet ho sentito per la prima volta cosa significa davvero vivere un mondo incantato, dove ogni riflesso e ogni ombra raccontano una storia antica. Ho voluto portare quella stessa magia nel mio Lothlórien, quel luogo dorato e senza tempo.

### Matrimonio

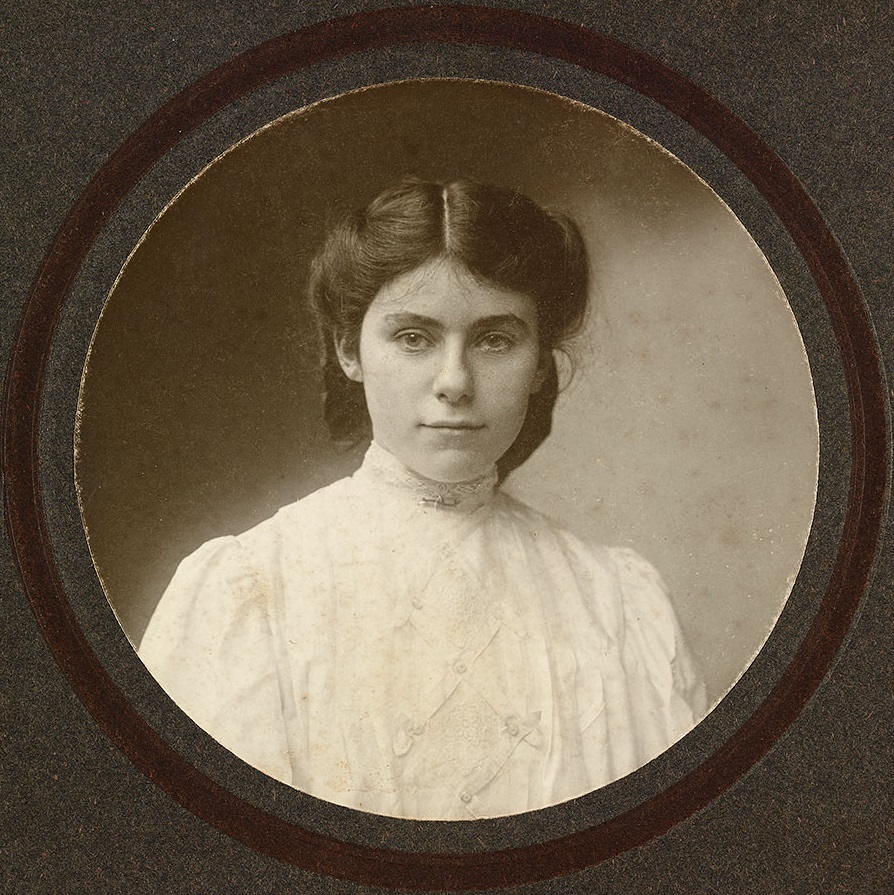
Edith Bratt all'età di diciassette anni in una fotografia del 1906

All'età di sedici anni Tolkien si trasferì con il fratello Hilary in una pensione di Edgbaston, dove incontrò Edith Mary Bratt, una ragazza di tre anni più anziana di lui. Secondo Humphrey Carpenter, «Edith e Ronald iniziarono a frequentare assiduamente i teashops di Birmingham, in particolare uno che aveva un balcone aggettante sulla strada in basso. Lì si sedevano e gettavano zollette di zucchero sui cappelli dei passanti, spostandosi al tavolo successivo una volta svuotata la ciotola dello zucchero ... Con due persone con una personalità simile, l'amore era destinato a fiorire. Entrambi erano orfani alla ricerca di affetto, e scoprirono stando insieme che avrebbero potuto darselo a vicenda. Durante l'estate del 1909, scoprirono di essere innamorati».
Padre Francis considerava «del tutto infelice» che il suo figlio surrogato si fosse legato sentimentalmente a una ragazza più grande e al contempo anche protestante; per questo motivo, gli proibì categoricamente di frequentare o persino scrivere a Edith prima che compisse ventuno anni, divieto al quale Tolkien attese scrupolosamente. Fu quindi solo la sera del suo ventunesimo compleanno, che Tolkien poté finalmente scrivere a Edith, alla quale - confidandole che il suo amore nei suoi confronti non si era mai affievolito - chiese contestualmente di unirsi in matrimonio. Edith rispose che aveva già accettato la proposta di George Field, il fratello di uno dei suoi migliori amici, ma solo perché nutriva profondi dubbi che Tolkien potesse ancora nutrire dell'affetto per lei: una volta ricevuta la lettera, disse, tutto era cambiato.
L'8 gennaio 1913 Tolkien viaggiò fino a Cheltenham, dove viveva Edith. I due fecero una gita in campagna e fu questa l'occasione per discutere e chiarirsi, e finalmente concordare la proposta di matrimonio. Il congedo di Edith da Field fu particolarmente brusco - una volta ricevuto indietro l'anello di fidanzamento egli si dichiarò «terribilmente sconvolto» (dreadfully upset) e «insultato e arrabbiato» (insulted and angry); uno dei migliori amici nonché coinquilino di Edith, C. H. Jessop, dichiarò invece di non avere «nulla in contrario da dire su Tolkien, un gentiluomo colto, ma con prospettive estremamente povere, tanto da non riuscire a immaginare quando possa essere in una posizione tale da potersi sposare... sarebbe stato differente se avesse trovato un impiego». Le relazioni di amicizia tra Edith e Jessop, tuttavia, pure si raffreddarono bruscamente quando, in seguito alle forti insistenze di Tolkien, Edith si convertì al cattolicesimo.
Edith Bratt e Ronald Tolkien si fidanzarono ufficialmente a Birmingham nel gennaio 1913, e si unirono in matrimonio nella chiesa cattolica di Santa Maria Immacolata di Warwick il 22 marzo 1916. In una lettera del 1941 destinata al figlio Michael, Tolkien avrebbe poi espresso la sua ammirazione e stima per la volontà della moglie di convolare a nozze con un uomo disoccupato, con poche prospettive economiche e sociali, se non quella di essere probabilmente inviato al fronte della infuriante prima guerra mondiale, e lì perirvi.

### Prima guerra mondiale
Nell'agosto 1914, dopo l'inizio delle ostilità fra Austria-Ungheria e Serbia, il Regno Unito dichiarò guerra agli Imperi centrali. I parenti di Tolkien erano sconvolti quando appresero che egli non si sarebbe arruolato volontario nelle forze armate britanniche. In una lettera del 1941 al figlio Michael, Tolkien avrebbe ricordato: «A quei tempi i ragazzi si univano o venivano pubblicamente disprezzati. Era una brutta situazione essere un giovane con troppa immaginazione e poco coraggio fisico». Al contrario, Tolkien «sopportò il pubblico ludibrio» e aderì a un programma grazie al quale ritardò l'arruolamento condizionandolo all'ottenimento della laurea, che conseguì nel luglio 1915, quando superò gli esami finali.
Arruolatosi il 15 luglio 1915, gli fu assegnato il grado di sottotenente nel reggimento di fanteria dei Lancashire Fusiliers; il suo addestramento, dalla durata di undici mesi, si svolse al Rugeley Camp di Cannock Chase, nei pressi di Rugeley, nello Staffordshire. In una lettera inoltrata a Edith, Tolkien parlava di questo periodo in termini molto negativi: «Essere gentiluomini è raro tra i miei superiori, e persino gli esseri umani sono rari». Frattanto, il 2 giugno 1916 Tolkien ricevette un telegramma che lo convocava a Folkestone per essere inviato sul fronte in Francia. I coniugi Tolkien trascorsero la notte prima della sua partenza in una stanza del Plough & Harrow Hotel di Edgbaston, a Birmingham, così da potersi salutare in un degno commiato. In seguito scrisse: «Gli ufficiali minori venivano uccisi, una dozzina al minuto. Separarsi da mia moglie allora... fu come una morte».
Il 5 giugno 1916 Tolkien si imbarcò per Calais, per poi recarsi alla base della British Expeditionary Force (BEF) di Étaples. Il 6 giugno entrò a far parte dell'undicesimo battaglione (settantaquattresima brigata, venticinquesima divisione) dei Lancashire Fusiliers. In attesa di essere convocato dalla sua unità, Tolkien trascorse le sue giornate assediato dalla noia, che sublimò nella composizione poetica, scrivendo un poema intitolato Lonely isle incentrato sui sentimenti provati durante la traversata del canale della Manica; riusciva anche a comunicare con Edith, mediante un segnale in codice a punti con il quale era possibile evadere la censura postale britannica. Frattanto, Tolkien lasciò Étaples il 27 giugno 1916 e raggiunse il suo battaglione a Rubempré, nei pressi di Amiens: deteneva il comando di un reparto composto principalmente da uomini provenienti dalle città minerarie e tessili del Lancashire. Secondo John Garth, Tolkien «provava un'affinità per questi uomini della working class», ma il protocollo militare proibiva categoricamente legami di amicizia con «altri ranghi», imponendo invece di «farsi carico di loro, disciplinarli, addestrarli, censurarne le lettere». Tolkien si sarebbe poi lamentato: «Il lavoro più improprio di qualsiasi uomo... è comandare altri uomini. Non uno su un milione è adatto per questo, e meno di tutti coloro che ne cercano l'opportunità».
Tolkien arrivò alla Somme agli inizi di luglio 1916: su questo fronte partecipò agli assalti alla ridotta di Schwaben e al saliente di Lipsia. La permanenza di Tolkien sul fronte occidentale fu fonte di un'atroce inquietudine per Edith, che sentiva la morte del marito come tristemente imminente. Ciò non successe, ma comunque la partecipazione di Tolkien alle offensive belliche gli procurarono un accesso di febbre delle trincee: dichiarato invalido di guerra e impossibilitato a combattere, fece ritorno in Inghilterra l'8 novembre 1916. Molti dei suoi amici sarebbero caduti in territorio francese durante la guerra: fra questi, Rob Gilson e Geoffrey Smith, entrambi antichi aderenti della Tea Club and Barrovian Society.
Tolkien, debole ed emaciato, trascorse il resto della guerra quindi nel Regno Unito, tra ospedali e guarnigioni. Durante la degenza in un cottage a Little Haywood, nello Staffordshire, iniziò a lavorare a quello che denominò Il libro dei racconti perduti, scrivendo il primo racconto La caduta di Gondolin: con questo progetto, mai portato a termine, Tolkien intendeva dare vita a una storia mitologica del Regno Unito. Intanto, Edith diede alla luce il loro primo figlio, John Francis Reuel Tolkien, «concepito durante l'anno della fame del 1917 e la campagna degli U-Boot, quando infuriava la battaglia di Cambrai e la fine delle ostilità sembrava così lontana». In questo tempo Tolkien, ormai ristabilitosi a un livello tale da consentirgli di svolgere il servizio militare seppur con attività a domicilio, fu promosso al grado temporaneo di luogotenente il 6 gennaio 1918: il 16 luglio 1919 fu invece congedato dal servizio attivo e gli fu assegnata una pensione di inabilità.

### Carriera accademica

Il Merton College, dove Tolkien fu professore di lingua e letteratura inglese dal 1945 al 1959

Dopo il congedo dall'esercito, Tolkien s'impiegò presso l'Oxford English Dictionary, dove si occupò principalmente della storia ed etimologia delle parole di origine germanica che iniziavano con la lettera W. A partire dal 1920 fu reader in lingua inglese all'università di Leeds, diventando il membro più giovane dello staff accademico di quell'ateneo. Durante la sua permanenza a Leeds, scrisse un Middle English Vocabulary e un'edizione definitiva di Sir Gawain e il Cavaliere Verde in collaborazione con il filologo E. V. Gordon; entrambe le opere sarebbero rimaste standard accademici per lungo tempo. Nel 1925 ritornò a Oxford con la qualifica di Rawlinson and Bosworth Professor of Anglo-Saxon presso il Pembroke College.
Fu proprio durante i suoi anni oxoniensi - intanto si era anche stabilito al n. 20 di Northmoor Road, nel benestante quartiere di Summertown - che Tolkien iniziò a scrivere Lo Hobbit e i primi due volumi de Il signore degli anelli. Parallelamente, compose anche un saggio filologico intitolato Nodens, pubblicato nel 1932, e una traduzione di Beowulf, che completò nel 1926 ma non pubblicò; sarebbe stata data alle stampe solo nel 2014, a più di quarant'anni dalla morte dello scrittore.
Nel 1945, dopo dunque la seconda guerra mondiale, Tolkien cessò la sua collaborazione con il Pembroke College e si trasferì al Merton College, dove gli fu assegnata la cattedra di lingua e letteratura inglese, di cui fu titolare fino al suo pensionamento, avvenuto nel 1959. I suoi impegni presso l'università di Oxford, tuttavia, non lo distolsero dalla attività letteraria: nel 1948, infatti, completò Il signore degli anelli, quasi dieci anni dopo le prime bozze.

### Famiglia
I coniugi Tolkien ebbero quattro figli: John Francis Reuel Tolkien (17 novembre 1917 – 22 gennaio 2003), Michael Hilary Reuel Tolkien (22 ottobre 1920 – 27 febbraio 1984), Christopher John Reuel Tolkien (21 novembre 1924 – 16 gennaio 2020) e Priscilla Mary Anne Reuel Tolkien (18 giugno 1929 – 28 febbraio 2022).

### Ultimi anni

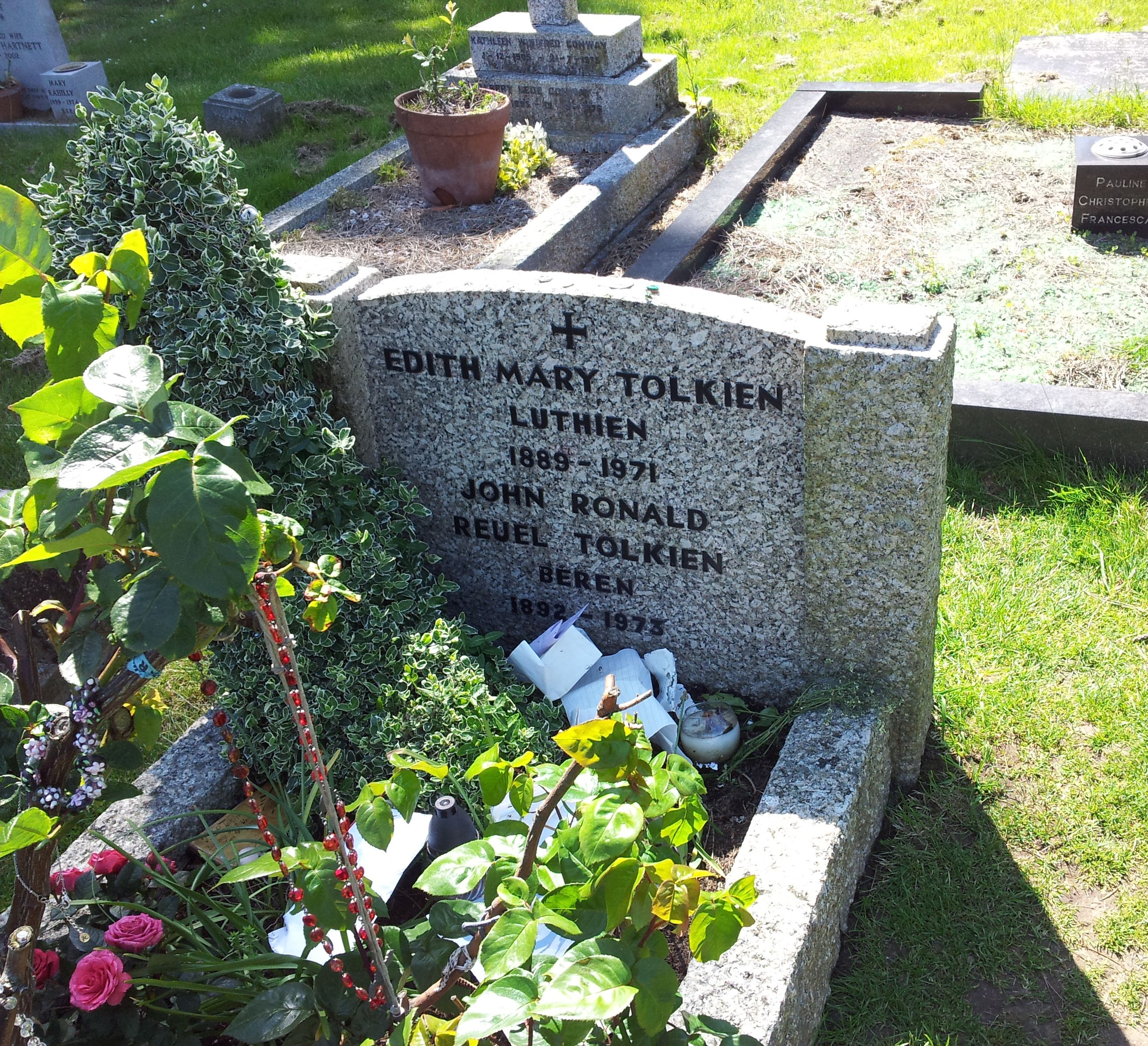
La tomba di Tolkien e la moglie Edith presso il cimitero di Wolvercote, a nord di Oxford

Intanto, dopo la pubblicazione de Il signore degli anelli e Lo hobbit, si estendeva la fama letteraria e la celebrità dello scrittore, tanto da procurargli nel 1961 la candidatura da parte dell'amico C. S. Lewis per il premio Nobel per la letteratura. La popolarità raggiunta da Tolkien come scrittore di best seller fu tale da aprirgli le porte dell'alta società, che Tolkien frequentò dalla sua nuova casa nella città costiera di Bournemouth.
Il 29 novembre 1971 Tolkien fu afflitto dalla morte dell'amata moglie Edith, morta all'età di 82 anni. Ormai privo dell'affetto della moglie, Tolkien fece ritorno a Oxford, dove il Merton College gli destinò un alloggio nei pressi della High Street. Nel 1972 fu insignito commendatore dell'Ordine dell'Impero Britannico e di un dottorato onorario in lettere da parte dell'università di Oxford. John Ronald Reuel Tolkien, infine, morì il 2 settembre 1973, stroncato da una malattia ulcerosa, all'età di 81 anni: la sua tomba giace con quella dell'amata Edith nel cimitero di Wolvercote, sempre a Oxford.

## Pensiero

### Religione
La fede cattolica di Tolkien fu strumento della conversione dell'amico C. S. Lewis dall'ateismo alla cristianità (seppur quella della Chiesa d'Inghilterra, con grande costernazione di Tolkien). Tolkien una volta comunicò a Camilla Unwin (figlia dello scrittore Rayner Unwin) la seguente riflessione sul senso della vita:
()
Tolkien nutriva una fervente devozione soprattutto per il sacramento dell'eucaristia: al figlio Michael avrebbe scritto che «Nel Santissimo Sacramento [...] troverai romanticismo, gloria, onore, fedeltà, e la vera via di tutti i tuoi amori sulla terra, e ben più che tutto questo». Per questo motivo, incoraggiava spesso i propri figli alla recezione della comunione eucaristica, scrivendo di nuovo al figlio Michael che «l'unica cura per i cedimenti e gli svenimenti della fede è la Comunione», sacramento per il quale riteneva la Chiesa cattolica superiore a tutte le altre comunità ecclesiastiche. Nei suoi ultimi anni di vita, Tolkien fu inoltre particolarmente ostile ai cambiamenti indotti dal Concilio Vaticano II, in particolare per quanto riguardava l'abbandono del latino liturgico: malgrado l'introduzione delle lingue locali (e dunque dell'inglese) nella liturgia, Tolkien durante le celebrazioni ecclesiastiche continuava a pronunciare le risposte rituali in lingua latina, ad alta voce e ignorando il resto dell'assemblea.

### Razza
Le opere di Tolkien sono spesso state accusate di trasporre in controluce atteggiamenti antiquati sul tema della razza, stabilendo nel proprio universo narrativo gerarchie sociali di origine razziale che legittimavano la superiorità di alcune razze rispetto ad altre, viste come prive di qualità morali e spirituali (come gli orchi), e che introducevano spesso anche una dimensione di geografia morale, con il Buono identificato con l'Ovest e il Cattivo con l'Est.
Molti studiosi, tuttavia, hanno notato che Tolkien fu dichiaratamente anti-razzista sia in tempi di pace sia durante i due conflitti mondiali, oltre che disgustato dalla propaganda razziale messa in essere dalla Germania nazista, e che la Terra di Mezzo è una dimensione decisamente policulturale e polilinguistica.

### Natura
Il conservazionismo, atteggiamento volto ad alterare il meno possibile l'equilibrio della biosfera, era un termine ancora sconosciuto dalle agende politiche del Novecento, e lo stesso Tolkien non espresse mai direttamente tesi conservazioniste, fatta eccezione per alcune lettere private, dove riportò la sua devozione per le foreste e la sua tristezza in merito agli abbattimenti illeciti e scriteriati di alberi. Vari studi e analisi letterarie hanno osservato come, durante la redazione de Il signore degli anelli, Tolkien aumentò la sua sensibilità e interesse per il valore della natura pura e incontaminata, da proteggere dalla tossicità dei fenomeni di industrializzazione di massa.

### Politica
Tolkien si esprime in diversi modi, ad esempio:
<<Non marcerò con le vostre scimmie progressiste, erette ed evolute. Innanzi a loro s’apre lo scempio nero a cui son condannate a men che Dio arresti un tal progresso>>
Mythopoeia
(La realtà in trasparenza. Lettere 1914-1973, Rusconi, 1990, lettera 52)
Oppure condanna sia il capitalismo sia il cosmopolitismo:
(Lettera a Christopher Tolkien, La realtà in trasparenza. Lettere 1914-1973, Rusconi, 1990, p. 76)

## Opere

### Influenze

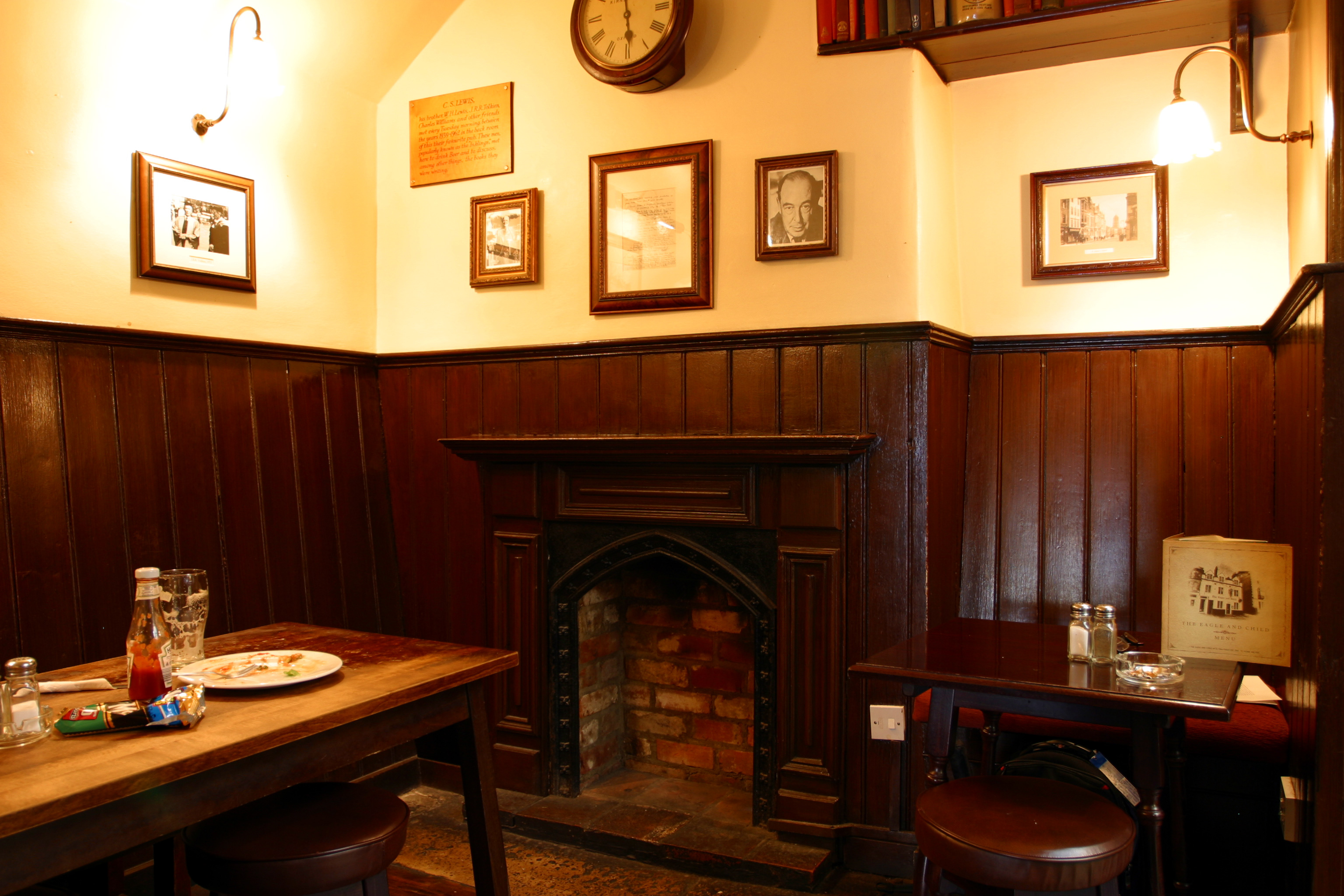
L'angolo del pub The Eagle and Child di Oxford, a St. Giles', dove si riunivano periodicamente gli Inklings (1930-1950)

Le opere di Tolkien, in particolar modo Il signore degli anelli e Il Silmarillion, sintetizzano una vasta gamma di influenze, a partire dal suo interesse filologico per il linguaggio, la cristianità, la mitologia (e Tolkien, in effetti, fu sovente salutato come moderno creatore di miti), l'archeologia, la letteratura antica e moderna, e il suo vissuto personale.
La sua opera filologica era incentrata sullo studio della letteratura in lingua inglese antica, in particolar modo su Beowulf, di cui riconobbe l'influenza preponderante nella sua produzione letteraria, che attinse ampiamente anche dalle lingue e mitologie germaniche, celtiche, finlandesi e greche.
Gli studiosi hanno cercato più volte di identificare modelli e paradigmi letterari e topologici precisi per i personaggi, gli eventi e i luoghi descritti nelle opere di Tolkien. Indubbiamente alcuni autori hanno lasciato un'impronta profonda sulla fantasia di Tolkien, come William Morris, John Buchan e H. Rider Haggard, e parallelamente senza dubbio Tolkien ricorse a toponimi realmente esistenti, come Bag End, non solo la casa di Bilbo Baggins ma anche quella di sua zia. Tra le esperienze che hanno influenzato passi specifici delle sue opere, invece, sono state identificate la sua fanciullezza, trascorsa nell'idillio delle campagne di Birmingham, che gli suggerirono la fisionomia della Contea, mentre le esperienze di combattimento nelle trincee della prima guerra mondiale lo aiutarono a plasmare l'inferno di Mordor.
Negli Stati Uniti e nei paesi anglosassoni la spiritualità, l'anti-materialismo e l'esaltazione del contatto con la natura hanno fatto del legendarium un'icona del movimento hippy. In Italia il recupero della dimensione epico-mitologica e la descrizione di una cultura basata su valori guerrieri di onore, coraggio e lealtà ne hanno fatto uno degli scrittori più amati dalla destra radicale di impostazione neo-pagana negli anni settanta. Tuttavia, l'interpretazione dell'opera di Tolkien in Italia avuto caratteristiche peculiari rispetto ad altri paesi, anche in relazione alla sua storia editoriale in questo paese.
Diverse sono state comunque le interpretazioni, più o meno forzate, dell'opera di Tolkien, talora tendenti a contrapporne gli elementi paganeggianti al sostrato religioso cristiano, trattandosi tra l'altro di un autore profondamente cattolico. Nell'immaginario di Tolkien è stata rilevata anche la presenza di temi antroposofici veicolati dall'influsso di Owen Barfield, membro del gruppo degli Inklings, come ad esempio alcune corrispondenze con le vicende del mito di Atlantide esposto da Rudolf Steiner.

### Pubblicazioni

#### Beowulf: The Monsters and the Critics
Parallelamente alle sue opere fantasy Tolkien fu anche autore di opere di critica letteraria. La sua attività seminariale del 1936, poi trascritta e pubblicata, fu una pietra miliare nella critica letteraria del poema epico anglosassone Beowulf, e continua a rimanere un punto di riferimento imprescindibile nello studio della letteratura Old English. Beowulf è stata una delle influenze più significative nella narrativa tolkeniana, che a esso attinse per numerose descrizioni sia de Lo hobbit sia de Il signore degli anelli.

#### La Storia di Kullervo
Fu la prima opera scritta da Tolkien, è una raccolta di diversi testi, tra cui una versione in prosa del ciclo di Kullervo nel poema epico careliano e finlandese Kalevala di Elias Lönnrot, scritto da Tolkien quando era studente universitario. Quello fu un periodo instabile per l'autore e si pensa che questo si rifletta nell'oscuro argomento della storia. Segna anche la prima volta che Tolkien, che fino ad allora era stato un poeta, iniziò a scrivere prosa.

#### Lo Hobbit

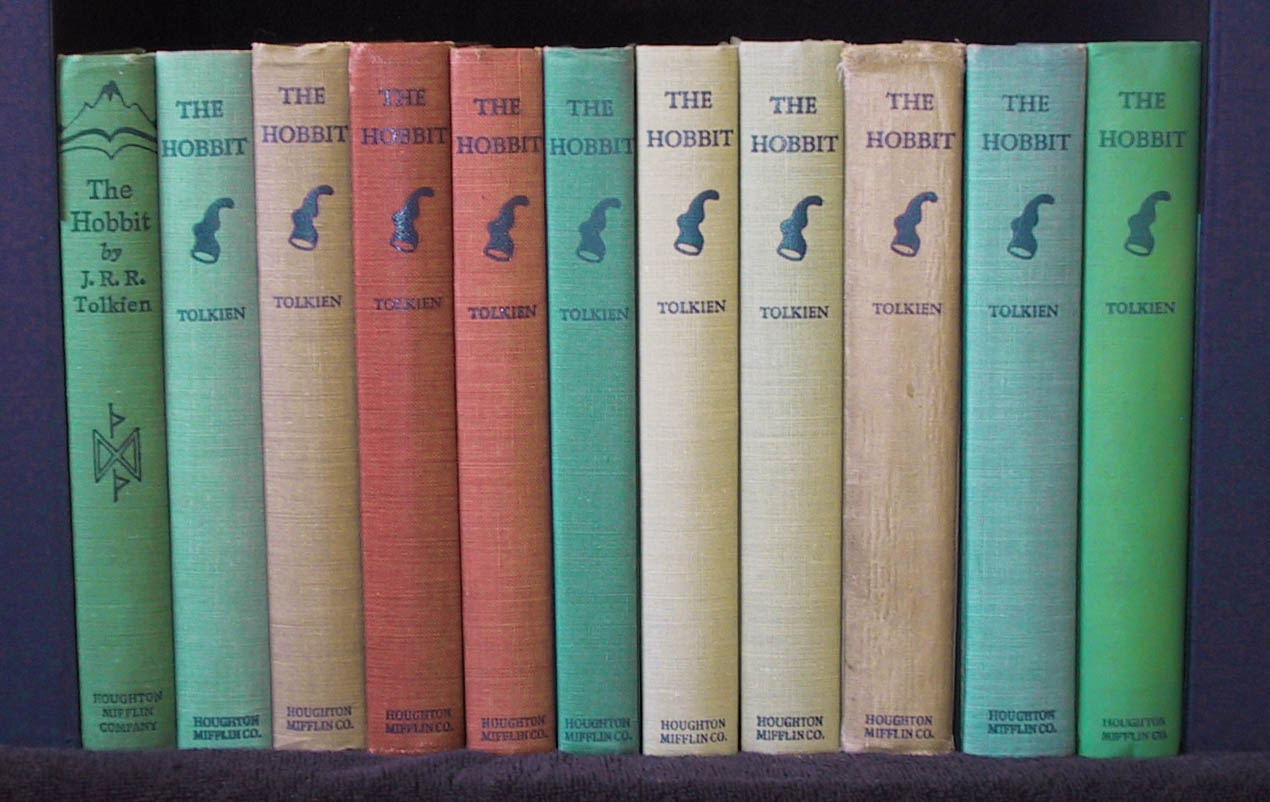
Insieme delle ristampe della seconda edizione americana (Houghton Mifflin) de Lo Hobbit

Tolkien non si sarebbe mai aspettato che le sue storie avrebbero conosciuto un successo così vasto - eppure un racconto intitolato Lo Hobbit, scritto per il divertimento dei propri figli, giunse nel 1936 alle attenzioni di Susan Dagnall, impiegata presso la casa editrice londinese George Allen & Unwin, che convinse lo scrittore a dare alle stampe la propria creazione. La popolarità raggiunta dal racconto – in cui sono narrate le vicende di uno hobbit denominato Bilbo Baggins, che sotto l'impulso del mago Gandalf e in compagnia di un gruppo di nani cercherà di riconquistare l'antico regno nanico di Erebor scacciando il terribile drago Smaug – sarà tale da spingere Tolkien a scrivere un seguito alle vicende narrate: Il Signore degli Anelli.

#### Il Signore degli Anelli

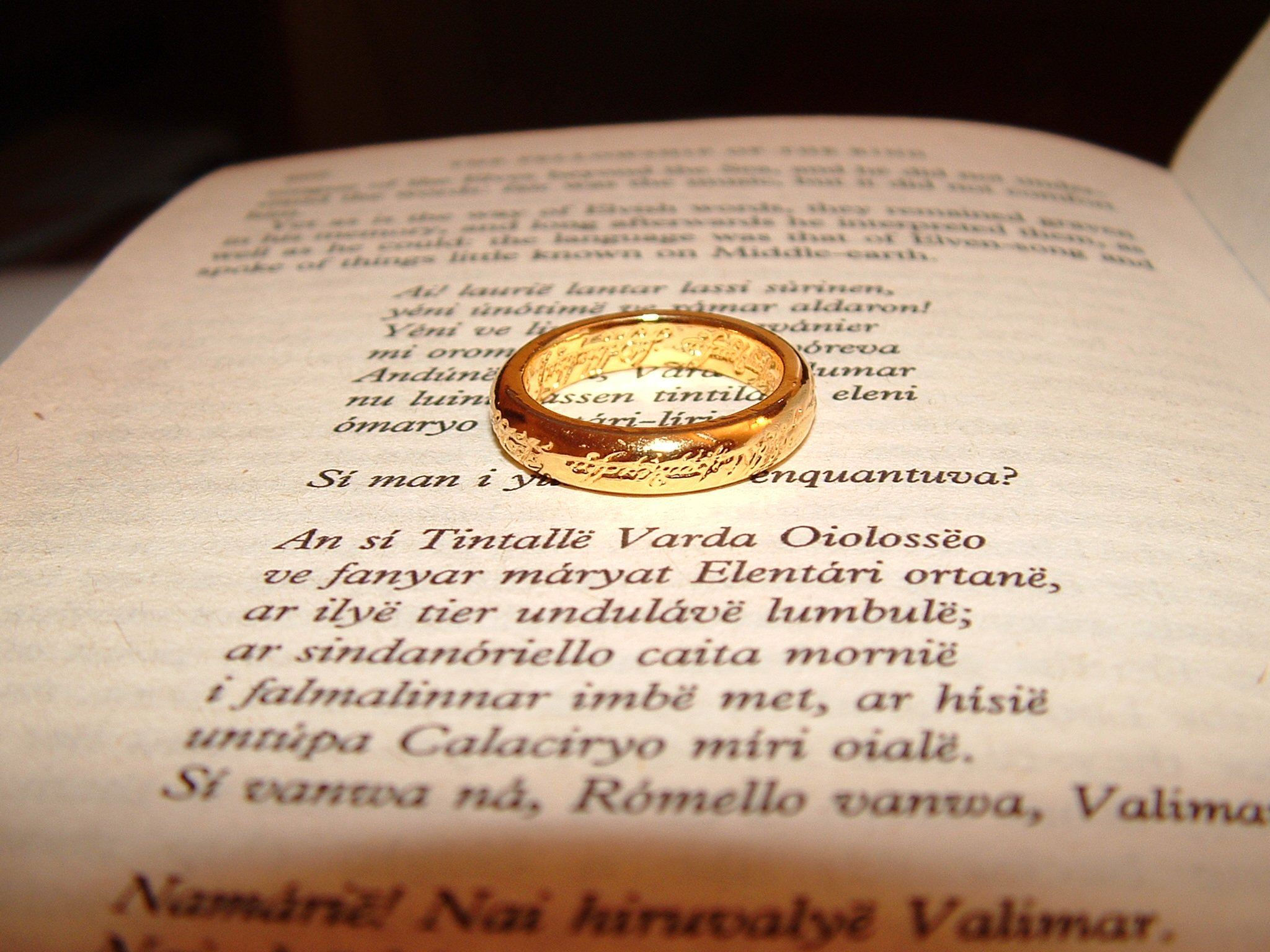
Il Signore degli Anelli, con l'anello poggiato su una pagina riportante in quenya il Altariello nainië Lóriendessë

Il Signore degli Anelli, come già accennato, fu concepito per raccontare gli eventi successivi a quelli svoltisi ne Lo Hobbit. Tolkien attese più di dieci anni alla ideazione e scrittura dei tre volumi de Il Signore degli Anelli, tempo durante il quale poté beneficiare del costante supporto degli Inklings, gruppo informale di discussione letteraria di cui faceva parte anche il suo intimo amico C. S. Lewis, l'autore delle Cronache di Narnia.
L'atmosfera de Il Signore degli Anelli, pubblicato nel 1954-1955, inizialmente era intesa da Tolkien sui medesimi toni fanciulleschi di quella de Lo Hobbit, per poi subire una virata più fosca e oscura con il procedere della redazione dell'opera. La trama dei tre volumi è incentrata sulla missione della Compagnia dell'Anello, un'assemblea di nove compagni partiti per distruggere l’anello del Potere e scongiurare il pericolo che se ne impossessi Sauron, emissario del Male, e che con esso domini la Terra di Mezzo.
La narrativa fantasy giunse con l'opera tolkieniana alla sua piena maturità. La trilogia de Il Signore degli Anelli si è imposta come una delle opere letterarie più significative del XX secolo, come sottolineano sia le vendite sia i giudizi dei lettori (un sondaggio del 1999 condotto tra gli utenti di Amazon.com lo elesse persino come «libro del millennio» e Tolkien fu votato come il novantaduesimo greatest Briton [Britannico più grande] in una trasmissione della BBC del 2002).

#### Il Silmarillion

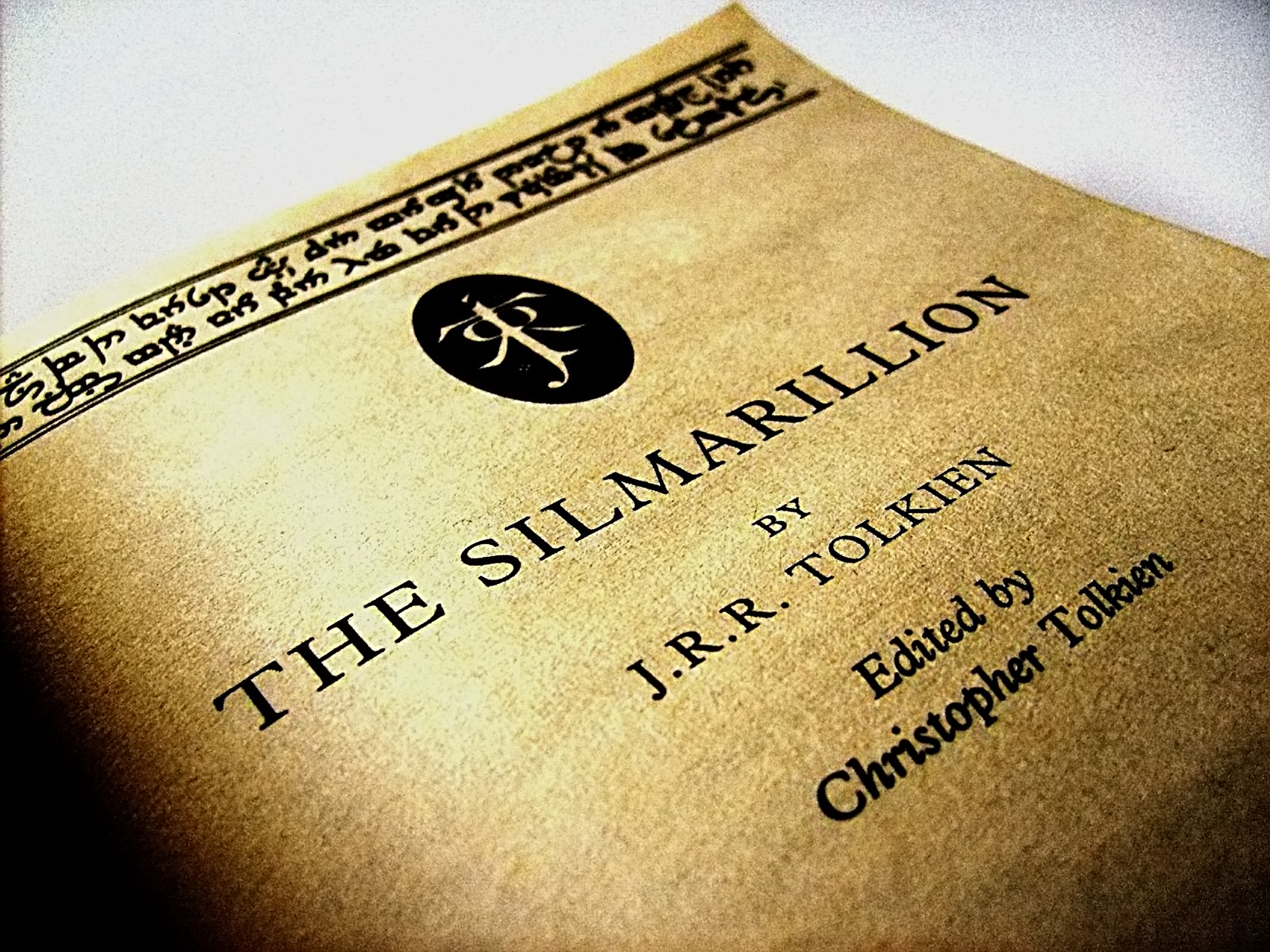
Il Silmarillion

L'elaborazione del materiale narrativo de Il Silmarillion ebbe inizio per dare forma narrativa al repertorio mitico da cui attingono anche Lo Hobbit e Il Signore degli Anelli. Tolkien, in questo modo, narrò della perdita e della tentata riconquista delle tre gemme di cristallo Silmaril che danno il nome all'opera, bramate sia dagli Elfi - che ne valorizzano la luce degli Alberi di Valinor che Fëanor era riuscito a imprigionare in esse - ma anche da Melkor-Morgoth, primo Signore delle Tenebre.
Questo scritto, inteso appunto originariamente come un «abbozzo della mitologia» (Sketch of the Mythology, era questo il suo nome), doveva essere pubblicato sempre nell'ambito de Il Signore degli Anelli - eventualità che tuttavia fu declinata dalle case editrici Allen & Unwin e Collins - e subì una vicenda pubblicativa molto travagliata, che si concluse solo quando, alla morte di Tolkien, il figlio terzogenito Christopher realizzò un'opera di trascrizione e revisione critica del materiale rimasto inedito, tra cui le suddette vicende, che vennero così date alle stampe in un volume autonomo denominato appunto Il Silmarillion.

## Lingue e filologia

### Carriera linguistica
Sia la produzione letteraria sia la carriera accademica di Tolkien sono inscindibili dalla sua conoscenza e devozione per la linguistica e la filologia. Accostatosi a queste discipline già durante gli studi universitari - nel 1915 si laureò con una specializzazione sulla lingua norrena - Tolkien ebbe modo di approfondirle tramite la sua collaborazione a partire dal 1918 con l'Oxford University Press, con cui lavorò alla redazione dell'Oxford English Dictionary (sue sono le definizioni che iniziano con la lettera W, tra cui quella relativa al vocabolo walrus [tricheco], su cui si affannò profondamente). Nel 1920, divenne come già accennato reader in lingua inglese all'università di Leeds, e in virtù di questa qualifica tenne lezioni sul verso eroico dell'antico inglese, sulla storia di tale lingua, sulla filologia dell'old e middle English, oltre che sui fondamenti della filologia germanica, gotica, antico-islandese, e gallese. Riuscì a sviluppare, anche se in maniera parziale, anche una certa conoscenza della lingua finlandese.

### Costruzione di linguaggi
Parallelamente al lavoro professionale di Tolkien come filologo vi fu la sua passione per la costruzione di lingue artificiali. Di queste, tra quelle inventate dallo scrittore le più mature sono il quenya e il sindarin, le cui strutture linguistiche e grammaticali sono state sviluppate secondo principi di estetica ed eufonia, particolarmente cari allo scrittore, che in particolare plasmò il quenya in maniera fonestetica, intendendo dare vita a una sorta di «latino elfico» con innesti linguistici provenienti dal finlandese, dal gallese, dall'inglese e dal greco. Un'aggiunta significativa in questo universo linguistico tolkeniano fu l'Adûnaic, elaborato nel 1945, una lingua dal «sapore vagamente semitico» parlata dai Numenoreani, mitici abitanti di una terra che rielabora in chiave moderna il mito greco di Atlantide.
Tolkien giudicava inseparabile il nesso tra tali lingue e le comunità (per quanto mitiche o fittizie) a esse associate, e da ciò scaturì il suo parere piuttosto negativo sulla possibilità di una lingua ausiliaria internazionale. Malgrado l'entusiasmo espresso sull'esperanto in un congresso di esperantisti del 1930, durante il quale asserì che «una simile lingua darà vita a una mitologia», già nel 1956 aveva concluso amaramente che il «volapük, l'esperanto, l'ido, il novial, ecc ... sono morte, ben più morte che le lingue antiche oggi inutilizzate, proprio perché i loro autori non hanno mai inventato nessuna leggenda in esperanto».
Il successo conosciuto dalle opere di Tolkien ha impresso, infine, un duraturo effetto sull'uso del linguaggio nella letteratura fantastica, e anche sui dizionari tradizionali, che oggi nelle edizioni inglese comunemente accettano le idiosincratiche ortografie di Tolkien dwarves e dwarvish (a lato di dwarfs e dwarfish), ben poco utilizzati a partire dalla metà dell'Ottocento (infatti, secondo Tolkien, se l'ortografia inglese antica fosse sopravvissuta, si sarebbe parlato di dwarrows o dwerrows). Ha anche coniato il termine eucatastrophe, anche se oggi rimane utilizzato principalmente in connessione con il proprio lavoro.